# Hold On
„Hold On“ е песен на американската група Jonas Brothers, издадена на 22 май 2007 като първия сингъл от едноименният им втори албум. На 7 август същата година, музикалният магазин iTunes я класира като №3 в класацията си „Best of The Store“ (Най-доброто от магазина). Включена е във филма „Джони Капахала: Завръщане“.

## Видео клип
Клипът започва с братята в стая, които грабват инструментите си и започват да свирят. Джо започва да пее и по време на първия припев задухва силен вятър. След втория стените и покривът падат, но братята продължават да свирят. Песента свършва и вятърът спира. 

## Информация за песента
Текстът на песента призовава слушащия никога да не се отказва и да живее живота си пълноценно. Да бъде позитивен, да бъде добър и му показва, че не е толкова трудно да бъдеш приятел. Казва му, че няма време за съжаления и сълзи. 

## Позиции в класации
През август 2007 „Hold On“ дебютира в Billboard Hot 100 на позиция №92, ставайки втория сингъл на братята в тази класация от началото на кариерата им. Най-високата му позиция е №53.
| Класация (2007)                        | Най-висока позиция |
| -------------------------------------- | ------------------ |
| Класация на синглите (Фландърс) Белгия | 26                 |
| Класация на синглите (Валония) Белгия  | 29                 |
| Billboard Hot 100 САЩ                  | 53                 |
| Billboard Pop 100 САЩ                  | 38                 |